# Andtjärnen (Ovanåkers socken, Hälsingland)
Andtjärnen är en sjö i Ovanåkers kommun i Hälsingland och ingår i Ljusnans huvudavrinningsområde. Sjön har en area på 0,0695 kvadratkilometer och ligger 267,5 meter över havet.

## Delavrinningsområde
Andtjärnen ingår i det delavrinningsområde (681297-149343) som SMHI kallar för Inloppet i Timssjön. Medelhöjden är 250 meter över havet och ytan är 5,23 kvadratkilometer. Räknas de 10 avrinningsområdena uppströms in blir den ackumulerade arean 104,15 kvadratkilometer. Ullångsån (Kyaån) som avvattnar avrinningsområdet har biflödesordning 3, vilket innebär att vattnet flödar genom totalt 3 vattendrag innan det når havet efter 99 kilometer. Avrinningsområdet består mestadels av skog (79 procent). Avrinningsområdet har 0,07 kvadratkilometer vattenytor vilket ger det en sjöprocent på 1,4 procent.